# کنده‌سوره
کنده‌سوره روستایی از توابع بخش مرکزی در شهرستان سقز است که در استان کردستان ایران قرار دارد.

## جمعیت
این روستا در دهستان میرده واقع شده و براساس سرشماری سال ۱۳۸۵، جمعیت آن ۲۷۹ نفر (۵۳ خانوار) بوده‌است.